# Ska
Ska este un gen muzical apărut în Jamaica la sfârșitul anilor 1950. El combină elemente de mento și calypso caraibean cu jazz și rhythm and blues american. Ska este precursor al genurilor rocksteady și reggae.